# Siente
一般社団法人siente（シエンテ）は、日本の一般社団法人。AV女優やセックスワーカーを含む女性の多様な生き方を支援することを活動目的としている。

## 概要
AV出演被害防止・救済法に抗議する現役AV女優らによって設立された。アダルトビデオ業界の関係者に対する職業差別への反対、感染症の予防、各種啓発・広報活動などによって、AV女優やセックスワーカーなどの女性を支援することを活動目的としている。
2022年（令和4年）12月21日、Colaboが開催した記者会見で、弁護士の角田由紀子がアダルトビデオを「女性を性的虐待して、それを娯楽にするもの」と発言したことに対し、「女性の意思決定を踏みにじる発言」と団体として抗議声明を発表した。
2023年（令和5年）1月30日、参議院議員会館で、アジア女性資料センターやSWASHなどと共に困難な問題を抱える女性への支援に関する法律に基づく基本方針について議論する集会に参加した。

## 人物
- 中山美里（代表理事）
- 月島さくら（プロジェクトリーダー）[5]
- 稲森美優